# Gare de Lunde
Pour les articles homonymes, voir Lunde.
La gare de Lunde  est une gare ferroviaire norvégienne de la ligne du Sørland, située sur le territoire de la commune de Nome dans le comté du Telemark.
soit à 177,48 km d'Oslo. La gare fut ouverte en 1925 lorsque la ligne fut construite jusqu'à Nome.

## Situation ferroviaire
Établie à 77 mètres d'altitude, la gare de Lunde est située au point kilométrique (PK) 177,48 de la ligne du Sørland, entre les gares ouvertes de Bø et de Drangedal.